# Antonio Margheriti
Antonio Margheriti (* 19. September 1930 in Rom; † 4. November 2002 in Monterosi, Viterbo; Pseudonyme: Anthony Daisies und Anthony M. Dawson) war ein italienischer Filmregisseur, der vor allem durch seine Actionfilme, oftmals Kopien erfolgreicher Hollywood-Filme, bekannt wurde.

## Werk
Margheriti begann 1956 mit Kurzfilmen und einigen Drehbüchern; früh war er ein Fachmann für Spezialeffekte und begeisterte sich für den „phantastischen Film“. In all seinen Filmen war er selbst verantwortlich für die pyrotechnischen Teile, die er inszenierte. Nie darauf aus, 'Kunst' zu schaffen, war und blieb er ein Handwerker des Kinos, der sich der Unterhaltung seiner Zuschauer verpflichtet wusste.
Diesem Ziel ging er in fast 50 Filmen nach; er arbeitete dabei in allen Genres, die gerade populär waren. So begann er mit den sog. ‘Mondo’-Filmen, drehte Peplums, Science-Fiction- und Horrorfilme ebenso wie Western und Komödien. Immer schuf er dabei gute Gebrauchsware.
Seine große Liebe galt jedoch dem Action-Film, in dem er sein Talent für meist mit Miniatur-Modellen durchgeführten Explosionen freien Lauf lassen konnte.
Er drehte in den 80er Jahren drei Action-Filme mit Lewis Collins in der Hauptrolle, in denen auch jeweils Manfred Lehmann und Thomas Danneberg mitgespielt hatten.
Unter seiner Regie spielten u. a. Claude Rains, Yul Brynner, Lee van Cleef, Jane Birkin, Serge Gainsbourg, John Saxon, Anthony Quinn, Christopher Lee, Richard Harrison, Klaus Kinski, Ernest Borgnine, Terence Hill und Lee Majors. Zu Margheritis 'Stamm-Mannschaft' gehörten der Kameramann Riccardo Pallottini, Filmeditor Otello Colangeli und der Schauspieler Luciano Pigozzi (häufiges Pseudonym: Alan Collins).
Sein Sohn Edoardo pflegt die Erinnerung an seinen Vater mit Memorabilia zu seinen Filmen.

## Filmografie (Auswahl)

### Regie
- 1960: Space Men
- 1961: Il pianeta degli uomini spenti
- 1962: Der goldene Pfeil (La freccia d’oro)
- 1963: Die Zerstörung von Rom (Il crollo di Roma)
- 1963: Das Schloß des Grauens (Le vergine di Norimberga)
- 1964: Danza macabra
- 1964: Soraya, Sklavin des Orients (Anthar l’invincibile)
- 1964: Mondo inferno – Alle Sünden dieser Welt (Il pelo nel mondo)
- 1964: Ursus und die Sklavin des Teufels (Ursus il terrore dei Kirghisi)
- 1964: Die Giganten von Rom (I giganti di Roma)
- 1964: Der Todesfluch der brennenden Hexe (I lunghi capelli della morte)
- 1966: Bob Fleming: Mission Casablanca (A 077, sfida ai killers)
- 1966: Gemini 13 – Todesstrahlen auf Kap Canaveral (Operazione Goldman)
- 1966: Raumschiff Alpha (I criminali della galassia)
- 1966: Tödliche Nebel (I diafanoidi vengono da Marte)
- 1966: Orion-3000 – Raumfahrt des Grauens (Il pianeta errante)
- 1967: Dämonen aus dem All (La morte viene dal pianeta Aytin)
- 1967: Vier Halleluja für Dynamit-Joe (Joe l’implacabile)
- 1967: Sieben Jungfrauen für den Teufel (Nude… si muore)
- 1968: Io ti amo
- 1968: Fünf blutige Stricke (Joko, invoca dio… e muori)
- 1969: Schreie in der Nacht (Contronatura)
- 1970: Satan der Rache (E Dio disse a Caino…)
- 1970: Mister Unsichtbar (L’inafferrabile invincibile)
- 1971: Dracula im Schloß des Schreckens (Nella stretta morsa del ragno)
- 1972: Novelle galeotte d’amore
- 1972: Finalmente… le mille e una notte
- 1973: Sieben Tote in den Augen der Katze (La morte negli occhi del gatto)
- 1973: Zwei tolle Hunde in Hongkong (Ming, ragazzi!)
- 1974: Whiskey and Ghosts (Fantasma en el Oeste)
- 1974: Manone il ladrone
- 1975: In meiner Wut wieg’ ich vier Zentner (Là dove non batte il sole)
- 1975: Einen vor den Latz geknallt (La parola di un fuorilegge… è legge!)
- 1976: Höllenhunde bellen zum Gebet (Con la rabbia agli occhi)
- 1978: Gretchko (The Squeeze)
- 1979: Piranhas II – Die Rache der Killerfische (Killer Fish)
- 1980: Asphaltkannibalen (Apocalisse domani)
- 1980: Jäger der Apokalypse (L’ultimo cacciatore)
- 1981: Ein Turbo räumt den Highway auf (Car Crash)
- 1982: Höllenkommando zur Ewigkeit (Fuga dall’arcipelago maledetto)
- 1982: Fluch des verborgenen Schatzes (I Cacciatori del Cobra d’oro)
- 1983: Einer gegen das Imperium (Il Mondo di Yor)
- 1983: Im Wendekreis des Söldners (Tornado)
- 1984: Die Überlebenden der Totenstadt (I sopravvissuti della città morta)
- 1984: Geheimcode Wildgänse (Arcobaleno selvaggio)
- 1985: Die Jäger der goldenen Göttin (La leggenda del rubino malese)
- 1985: Kommando Leopard (Commando Leopard)
- 1987: Der Schatz im All (L’isola del tesoro, Miniserie, 5 Episoden)
- 1988: Der Commander (Il Triangolo della paura)
- 1989: Das Alien aus der Tiefe (Alien degli abissi)
- 1989: Indio
- 1991: Indio II (Indio 2 – La rivolta)
- 1996: Virtual Weapon (Cyberflic)

### Drehbuch
- 1956: Presentimento – Regie: Armando Fizzarotti
- 1957: Classe di Ferro – Regie: Turi Vasile
- 1958: Gambe d’oro – Regie: Turi Vasile
- 1958: Promesse di Marinaio – Regie: Turi Vasile
- 1959: Roulotte e Roulette – Regie: Turi Vasile
- 1972: Die Schatzinsel (Treasure Island)

### Spezialeffekte
- 1963: Le sette Folgori di Assur – Regie: Silvio Amadio
- 1966: Spara forte, più forte… non capisco – Regie: Eduardo De Filippo
- 1971: Todesmelodie (Giù la testa) – Regie: Sergio Leone
- 1978: Kampf um die 5. Galaxis (L’umanoide) – Regie: Aldo Lado